# Zhuhai
Zhuhai (léase Zhu-Jái; en chino, 珠海; pinyin, Zhūhǎi; literalmente, ‘mar perla’) es una ciudad-prefectura  en la provincia de Cantón, República Popular de China. Localizada en el delta del río de las Perlas. Limita al norte con Zhongshan, al sur con Macao, al oeste con Jiangmen y este con el mar de la China Meridional. Su área es de 1732 km² y su población es de 2,43 millones.

## Economía

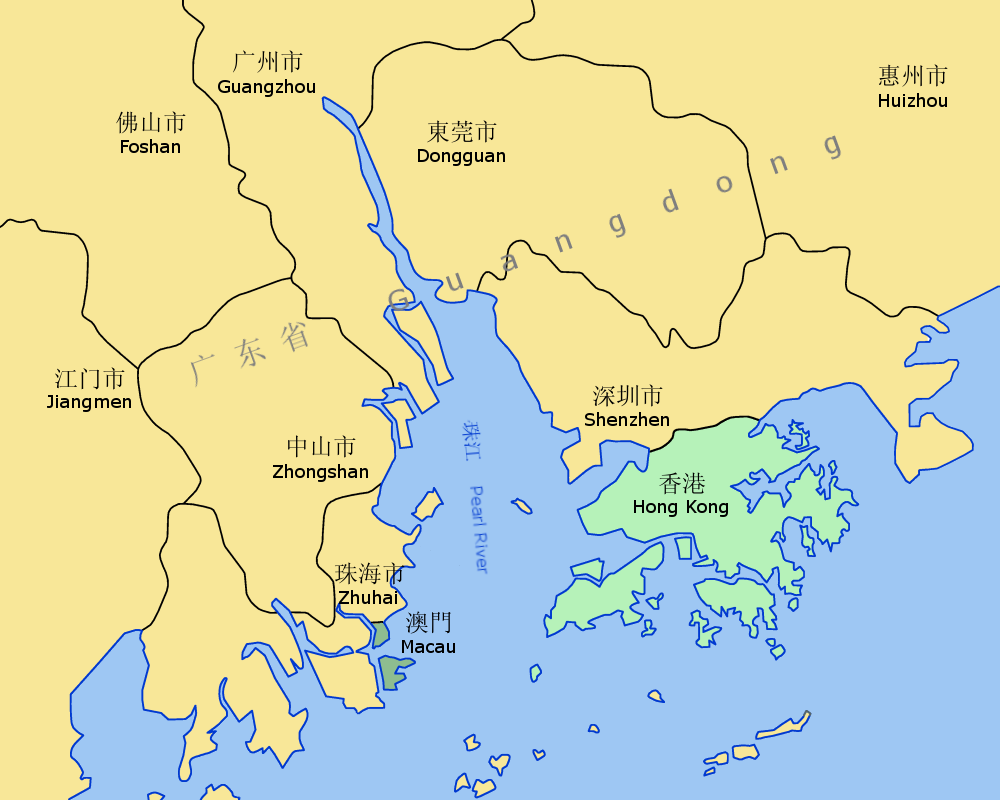
Mapa del delta del río Perla donde aparece Zhuhai

Zhuhai se convirtió en ciudad en 1979, un año antes de que fuera nombrada como una de las primeras zonas económicas especiales. La ciudad se encuentra en una posición estratégica frente a Macao, al igual que Shenzhen con respecto a Hong Kong. Esto le permitió ser una ventana de comercio. A pesar de que la ciudad está situada en el extremo sur del río Perla, Zhuhai actúa como una de las ciudades centrales en el delta. La implementación de la zonas económica especiales significa que la ciudad va a crecer como ciudad portuaria moderna y poderosa.
La excelente ubicación geográfica, una amplia gama de infraestructuras y de un puerto de aguas profundas sirven como un  atractivo para el capital extranjero, Hong Kong es el mayor inversor extranjero en la ciudad, con un 22% del total de la inversión extranjera utilizada en 2002.

## Administración
La ciudad prefectura de Zhuhai se divide en 3 distritos.
| Mapa                                 | #         | Nombre | Caracteres   | Pinyin  | Población (2003) | Área (km²) | Densidad (/ km²) |
| ------------------------------------ | --------- | ------ | ------------ | ------- | ---------------- | ---------- | ---------------- |
| Archipiélago de Wanshan Isla Hengqin |           |        |              |         |                  |            |                  |
| ciudades distrito                    |           |        |              |         |                  |            |                  |
| 1                                    | Xiangzhou | 香洲区 | Xiāngzhōu Qū | 400 000 | 476              | 840        |                  |
| 2                                    | Doumen    | 斗门区 | Dǒumén Qū    | 310 000 | 801              | 387        |                  |
| 3                                    | Jinwan    | 金湾区 | Jīnwān Qū    | 110 000 | 376              | 293        |                  |

Además existes tres zonas de desarrollo que fomenta la inversión extranjera: 
- Nueva área de Hengqin (横琴新区)
- Distrito especial Zhuhai (珠海国家高新技术产业开发区)
- Nueva área de Wanshan (万山海洋开发试验区)

## Geografía
Zhuhai está con frontera con la ciudad Especial de Macao (norte y oeste), y a 140 km al suroeste de Guangzhou. Su territorio cuenta con 146 islas y 690 km de costa.
Las islas dentro de Zhuhai incluyen una serie de islas cercanas a la costa, a menudo conectada con el continente por puentes o pasos elevados , así como algunas islas más alejadas. 

## Clima
Zhuhai tiene un clima húmedo subtropical afectadato por el monzón de Asia oriental, con veranos calientes y húmedos, tormentas frecuentes, e inviernos cortos y secos. Nunca se ha registrado nieve, por el contrario, las olas de calor son frecuentes.
| Parámetros climáticos promedio de Zhuhai | Parámetros climáticos promedio de Zhuhai | Parámetros climáticos promedio de Zhuhai | Parámetros climáticos promedio de Zhuhai | Parámetros climáticos promedio de Zhuhai | Parámetros climáticos promedio de Zhuhai | Parámetros climáticos promedio de Zhuhai | Parámetros climáticos promedio de Zhuhai | Parámetros climáticos promedio de Zhuhai | Parámetros climáticos promedio de Zhuhai | Parámetros climáticos promedio de Zhuhai | Parámetros climáticos promedio de Zhuhai | Parámetros climáticos promedio de Zhuhai | Parámetros climáticos promedio de Zhuhai |
| Mes                                      | Ene.                                     | Feb.                                     | Mar.                                     | Abr.                                     | May.                                     | Jun.                                     | Jul.                                     | Ago.                                     | Sep.                                     | Oct.                                     | Nov.                                     | Dic.                                     | Anual                                    |
| ---------------------------------------- | ---------------------------------------- | ---------------------------------------- | ---------------------------------------- | ---------------------------------------- | ---------------------------------------- | ---------------------------------------- | ---------------------------------------- | ---------------------------------------- | ---------------------------------------- | ---------------------------------------- | ---------------------------------------- | ---------------------------------------- | ---------------------------------------- |
| Temp. máx. media (°C)                    | 17.7                                     | 17.7                                     | 20.7                                     | 24.5                                     | 28.1                                     | 30.3                                     | 31.5                                     | 31.2                                     | 30.0                                     | 27.4                                     | 23.4                                     | 19.6                                     | 25.2                                     |
| Temp. mín. media (°C)                    | 12.2                                     | 13.1                                     | 16.2                                     | 20.2                                     | 23.6                                     | 25.7                                     | 26.3                                     | 26.0                                     | 24.9                                     | 22.3                                     | 17.8                                     | 13.8                                     | 20.2                                     |
| Lluvias (mm)                             | 32.4                                     | 58.8                                     | 82.5                                     | 217.4                                    | 361.9                                    | 339.7                                    | 289.8                                    | 351.6                                    | 194.1                                    | 116.9                                    | 42.6                                     | 35.2                                     | 2122.9                                   |
| Días de lluvias (≥ 0.1 mm)               | 6                                        | 10                                       | 12                                       | 12                                       | 15                                       | 17                                       | 16                                       | 16                                       | 13                                       | 7                                        | 5                                        | 4                                        | 133                                      |
| Horas de sol                             | 132.4                                    | 81.8                                     | 75.9                                     | 87.8                                     | 138.4                                    | 168.2                                    | 226.2                                    | 194.7                                    | 182.2                                    | 195.0                                    | 177.6                                    | 167.6                                    | 1827.8                                   |
| Humedad relativa (%)                     | 74.3                                     | 80.6                                     | 84.9                                     | 86.2                                     | 85.6                                     | 84.4                                     | 82.2                                     | 82.5                                     | 79.0                                     | 73.4                                     | 69.3                                     | 68.8                                     | 79.3                                     |
| Fuente: SMG                              |                                          |                                          |                                          |                                          |                                          |                                          |                                          |                                          |                                          |                                          |                                          |                                          |                                          |

## Aeropuerto
El aeropuerto principal es el Zhuhai Sanzao (珠海三灶机场) y es sede de la  exhibición aeroespacial china (中国国际航空航天博览会)
| Aerolíneas              | Destinos |
| ----------------------- | --- |
| Air China               | Pekín-Capital, Chengdú |
| China Eastern Airlines  | Shanghai-Pudong |
| China Express Airlines  | Chongqing, Wuzhou |
| China Southern Airlines | Pekín-Capital, Changsha, Chengdú, Guiyang, Haikou, Sanya(estacional), Shanghai-Pudong, Wuhan, Xi'an Estacional: Chongqing |
| Hebei Airlines          | Nanchang, Shijiazhuang |
| Juneyao Airlines        | Shanghái-Hongqiao, Shanghai-Pudong(estacional)                                                                            |
| Okay Airways            | Sanya, Tianjin |
| Shandong Airlines       | Hangzhou, Jinan, Nanning, Wenzhou, Xiamen                                                                                 |
| Shanghai Airlines       | Shanghái-Pudong |
| Sichuan Airlines        | Changzhou, Haikou |
| Spring Airlines         | Shanghai-Hongqiao |
| Tianjin Airlines        | Changzhou, Tianjin |
| West Air (China)        | Chongqing |
| Xiamen Airlines         | Haikou, Xiamen |

## Deportes
- Circuito Internacional de Zhuhai
- Challenger de Zhuhai

## Ciudades hermanas
Zhuhai está hermandada con:
- Surrey (Columbia Británica),[3]
- Castelo Branco
- Redwood City, California,[4]
- Kupang
- Florida
- Rio Branco
- Suwon
- Gävle
- Cancún